# ベッセルホテル開発
株式会社ベッセルホテル開発（英語: Vessel Hotels）は、広島県福山市南本庄に本社を置くホテルチェーン運営会社である。
ベッセルの子会社であり、ベッセルホテルズを全国に展開している。

## 概要
2003年（平成15年）9月24日にベッセルの子会社として設立。
2011年（平成23年）、東京・入谷にベッセルイン上野入谷駅前を開業。以降は「ベッセルイン」を中心にベッセルホテルズとして全国に展開。
その後、2012年（平成24年）に「ベッセルホテルカンパーナ」、2019年（令和元年）に「レフ by ベッセルホテルズ」、2020年（令和2年）に「レクー」をそれぞれ新ブランドとして立ち上げた。

## 沿革
- 2003年（平成15年）9月24日 - 設立[3]。
- 2011年（平成23年） - ベッセルインを立ち上げ1号店として「ベッセルイン上野入谷駅前」を開業[3]。
- 2012年（平成24年） - ベッセルホテルカンパーナを立ち上げ、1号店として「ベッセルホテルカンパーナ沖縄」を開業[3]。
- 2019年（令和元年） - レフ by ベッセルホテルズを立ち上げ、「レフ熊本 by ベッセルホテルズ」を開業[3]。
- 2020年（令和02年） - レクーを立ち上げ、「レクー沖縄北谷スパ＆リゾート」を開業[3]。

## 展開するホテル
- ベッセルホテルズ
  - ベッセルイン
  - ベッセルホテル カンパーナ
  - レフ by ベッセルホテルズ
  - レクー
- 福山ニューキャッスルホテル